# 斎藤力三郎
斎藤 力三郎（さいとう りきさぶろう、1861年10月8日（文久元年9月5日） - 1915年（大正4年）5月26日）は、日本の陸軍軍人。最終階級は陸軍中将。

## 経歴
千葉県出身。1881年（明治14年）12月、陸軍士官学校（旧4期）を卒業し、歩兵少尉に任官。1889年（明治22年）12月、陸軍大学校（5期）を卒業。陸士勤務となる。
1904年（明治37年）3月、韓国駐剳軍参謀長に就任。同年9月、第11師団参謀長に転じ日露戦争に出征。旅順攻囲戦、奉天会戦に参戦。1905年（明治38年）3月、歩兵大佐に昇進。1907年（明治40年）12月、歩兵第9連隊長に就任。1909年（明治42年）1月、陸軍少将に進級し歩兵第25旅団長となる。
1912年（明治45年）4月、歩兵第1旅団長に転じ、1913年（大正2年）5月、教育総監部本部長に異動。1914年（大正3年）5月、陸軍中将に進んだ。同年11月、第一次世界大戦の青島の戦いに参戦後の第18師団長に親補されたが、1915年5月在任中に死去した。

## 栄典・授章・授賞
位階
- 1885年（明治18年）7月25日 - 従七位[5]
- 1892年（明治25年）3月28日 - 正七位[6]
- 1897年（明治30年）7月10日 - 従六位[7]
- 1902年（明治35年）10月20日 - 正六位[8]
- 1905年（明治38年）4月7日 - 従五位[9]
- 1909年（明治42年）4月20日 - 正五位[10]
- 1914年（大正3年）4月30日 - 従四位[11]
- 1915年（大正4年）5月26日 - 正四位[12]

勲章等
- 1889年（明治22年）11月29日 - 大日本帝国憲法発布記念章[13]
- 1895年（明治28年）
  - 5月23日 - 勲六等瑞宝章[14]
  - 10月19日 - 単光旭日章・功五級金鵄勲章[15]
  - 11月18日 - 明治二十七八年従軍記章[16]
- 1899年（明治32年）5月9日 - 勲五等瑞宝章[17]
- 1902年（明治35年）5月10日 - 明治三十三年従軍記章[18]
- 1904年（明治37年）11月29日 - 勲四等瑞宝章[19]
- 1906年（明治39年）4月1日 - 功三級金鵄勲章・勲三等旭日中綬章・明治三十七八年従軍記章[20]
- 1912年（大正元年）8月1日 - 韓国併合記念章[21]
- 1914年（大正3年）11月30日 - 勲二等瑞宝章[22]
- 1915年（大正4年）5月26日 - 大正三四年従軍記章[23]

外国勲章佩用允許
- 1905年（明治38年）2月27日 - 大韓帝国：第三等太極章[24]
- 1910年（明治43年）8月28日 - 大韓帝国：勲一等八卦章[25]